# Иван Гребенчарски
Иван Гребенчарски е български скиор, състезател и треньор в алпийските дисциплини.
Като състезател Гребенчарски е в националния отбор на България и участва в международни стартове от календара на Международната федерация по ски (ФИС) до 2005 г. Той участва на световното първенство в Санкт Мориц 2003, където най-доброто му класиране е 28-о място в комбинацията, на младежко световно първенство през 1996 г., на три зимни универсиади, три старта за Европейската купа и още редица стартове от календара на ФИС.
Последният му международен старт е на слалом в Банско на 4 април 2005 г. През дългата си кариера българският скиор е постигнал седем победи в състезания, валидни за ФИС. Най-предната му позиция в ранглистата на международната федерация по ски е 373-та на спускане в първата ранглиста за сезон 2003/2004. Най-добри ФИС точки в ранглистата – 39.66, постига в края на сезон 2004/2005 в дисциплината слалом. Отново на слалом печели и най-добрите си ФИС точки в отделно състезание. Това се случва на последния официален старт в кариерата му – в Банско, където завършва на 13-о място с 37.71 ФИС точки.
След края на състезателната си кариера Иван Гребенчарски остава в националния отбор на България по ски алпийски дисциплини, заемайки треньорски пост в него. След това работи и като треньор на националния отбор по алпийски ски на Иран, а също е и технически делегат на Международната федерация по ски.

## Класирания
| Световно първенство | Санкт Мориц 2003 |
| Спускане            | 39               |
| Комбинация          | 28               |
| Гигантски слалом    | 54               |
| Слалом              | 44               |

| Зимна Универсиада      | Тарвизио 2003          |
| Спускане               | 11                     |
| Супер гигантски слалом | 25                     |
| Гигантски слалом       | 40                     |
| Слалом                 | не завършва втори манш |

| Зимна Универсиада | Закопане 2001          |
| Гигантски слалом  | 48                     |
| Слалом            | не завършва първи манш |

| Зимна Универсиада      | Ясна 1999              |
| Спускане               | 26                     |
| Супер гигантски слалом | 35                     |
| Гигантски слалом       | 52                     |
| Слалом                 | не завършва първи манш |